# Vertrag zur Gründung der Europäischen Gemeinschaft

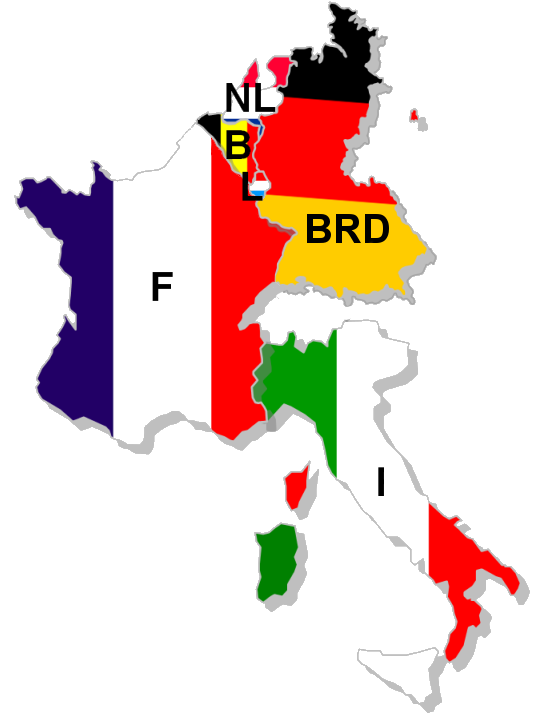
Gründungsmitglieder der EWG

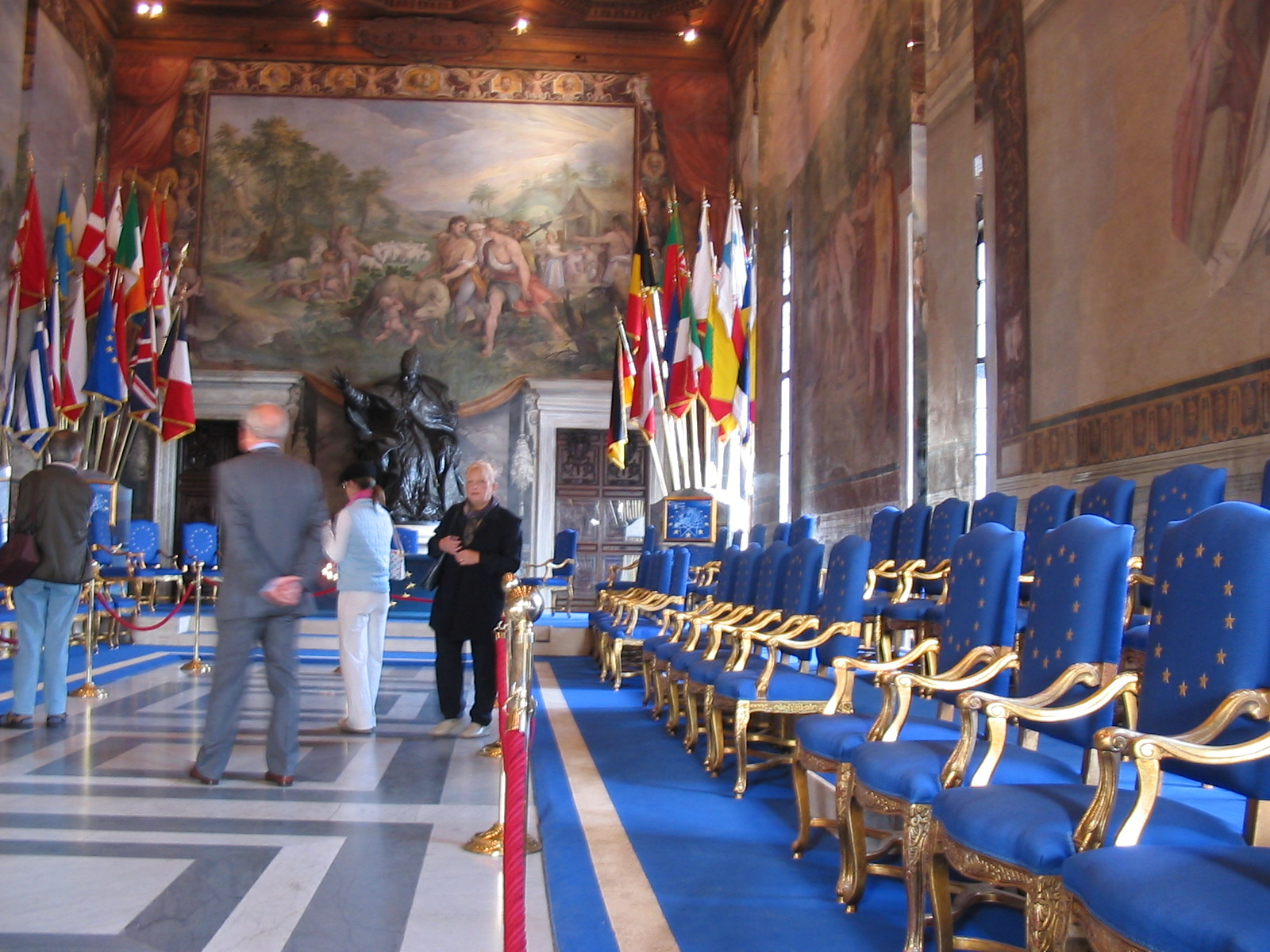
Saal in den Musei Capitolini, in dem die Römischen Verträge unterzeichnet wurden (Foto 2004)

Der Vertrag zur Gründung der Europäischen Gemeinschaft (EG-Vertrag, kurz EGV oder EG) hieß ursprünglich Vertrag zur Gründung der Europäischen Wirtschaftsgemeinschaft (EWG-Vertrag). Dieser wurde 1957 geschlossen und 1992 durch den Vertrag von Maastricht umbenannt sowie durch den Vertrag von Amsterdam 1997 neu nummeriert. Der EG-Vertrag wurde durch Artikel 2 des Vertrags von Lissabon in Vertrag über die Arbeitsweise der Europäischen Union mit Wirkung zum 1. Dezember 2009 umbenannt. Die Umbenennungen gingen jeweils mit wesentlichen Änderungen des Vertrags einher.
Durch den EWG-Vertrag von 1957 wurde die Europäische Wirtschaftsgemeinschaft gegründet. Er wurde auf unbegrenzte Zeit geschlossen. Der Vertrag gehört zu den primären Rechtsquellen innerhalb des Europarechts. Mit Inkrafttreten des Vertrags von Lissabon wurde die Europäische Gemeinschaft mit der bisherigen Europäischen Union zusammengelegt; sie bestehen als ein alleiniges Rechtssubjekt unter dem Namen Europäische Union fort.
Den EWG-Vertrag und den ebenfalls 1957 unterzeichneten Vertrag zur Gründung der Europäischen Atomgemeinschaft (EURATOM) bezeichnet man als die Römischen Verträge. Erstunterzeichner waren am 25. März 1957 in Rom die Vertreter Belgiens, der Bundesrepublik Deutschland, Frankreichs, Italiens, Luxemburgs und der Niederlande. Die Vertragsinhalte waren auf den Bilderberg-Konferenzen im Vorfeld erarbeitet worden. Er trat zu Beginn des Jahres 1958 nach Hinterlegung der letzten Ratifizierungsurkunde (gemäß Art. 313 bei der Regierung der Italienischen Republik) in Kraft. Später traten folgende Staaten dem Vertrag bei: Königreich Dänemark, Griechische Republik, Königreich Spanien, Republik Irland, Republik Österreich, Portugiesische Republik, Republik Finnland, Königreich Schweden, Vereinigtes Königreich von Großbritannien und Nordirland, Republik Estland, Republik Lettland, Republik Litauen, Republik Polen, Tschechische Republik, Slowakische Republik, Republik Ungarn, Republik Slowenien, Republik Malta, Republik Zypern, Rumänien, Republik Bulgarien und Kroatien. 
Der EG-Vertrag stellte die Fortsetzung des Bestrebens der Zusammenarbeit in Europa auf bestimmten Teilgebieten nach dem Zweiten Weltkrieg und nach Gründung der Montanunion dar. Vorausgegangen waren Versuche, eine Verteidigungsgemeinschaft zu gründen, die jedoch scheiterten, weil die französische Nationalversammlung (Parlament) sich mit 319 zu 264 Stimmen dagegen aussprach, über den beabsichtigten Vertrag abzustimmen. Es folgte die Erkenntnis, dass die europäische Integration auf wirtschaftlichem Gebiet zunächst leichter voranzutreiben wäre.
Die wesentlichen Bestimmungen des Vertrags zur Europäischen Gemeinschaft für Kohle und Stahl (EGKS, Montanunion) wurden nach dessen Auslaufen im Jahre 2002 in den EG-Vertrag überführt.
Die übliche Abkürzung ist EGV; bei der Zitierung einzelner Artikel wünschte der Europäische Gerichtshof jedoch die Verwendung des Kürzels EG, wenn nach der heutigen Nummerierung zitiert wird (EGV bei alter Nummerierung), also z. B. „Art. 81 EG“ (früher „Art. 85 EGV“). Diese Abkürzung hat sich deswegen auch in vielen Fachzeitschriften durchgesetzt, aber selbst in den EU-Organen nicht überall. Wenn keine Einzelbestimmung zitiert wird, muss es aber jedenfalls EGV heißen, weil EG die Abkürzung für „Europäische Gemeinschaft(en)“ ist.
Der Vertrag hat supranationalen Normcharakter und hat Anwendungsvorrang, jedoch keinen Geltungsvorrang gegenüber nationalen Vorschriften. Mit der „Solange II-Entscheidung“ des Bundesverfassungsgerichts wurde diese Konstruktion auch verfassungsrechtlich anerkannt.

## Zeittafel der Europäischen Verträge
| Unterz. In Kraft Vertrag                    | 1948 Brüsseler Pakt                                               | 1951 1952 Paris                                                   | 1954 1955 Pariser Verträge                      | 1957 1958 Rom                                       | 1965 1967 Fusions- vertrag                          | 1986 1987 Einheitliche Europäische Akte | 1992 1993 Maastricht     | 1992 1993 Maastricht          | 1997 1999 Amsterdam           | 2001 2003 Nizza        | 2001 2003 Nizza | 2007 2009 Lissabon |  |  |  |  |  |  |  |  |  |
|                                             |                                                                   |                                                                   |                                                 |                                                     |                                                     |                                         |                          |                               |                               |                        |                 |                    |  |  |  |  |  |  |  |  |  |
| Europäische Gemeinschaften                  | Europäische Gemeinschaften                                        | Drei Säulen der Europäischen Union                                | Drei Säulen der Europäischen Union              | Drei Säulen der Europäischen Union                  | Drei Säulen der Europäischen Union                  | Drei Säulen der Europäischen Union      |                          |                               |                               |                        |                 |                    |  |  |  |  |  |  |  |  |  |
|                                             | Europäische Atomgemeinschaft (Euratom)                            | Europäische Atomgemeinschaft (Euratom)                            | →                                               |                                                     |                                                     |                                         | ←                        |                               |                               |                        |                 |                    |  |  |  |  |  |  |  |  |  |
|                                             |                                                                   |                                                                   | →                                               | Europäische Gemeinschaft für Kohle und Stahl (EGKS) | Europäische Gemeinschaft für Kohle und Stahl (EGKS) | Vertrag 2002 ausgelaufen                | Vertrag 2002 ausgelaufen |                               | Europäische Union (EU)        | Europäische Union (EU) |                 |                    |  |  |  |  |  |  |  |  |  |
|                                             |                                                                   |                                                                   | →                                               | Europäische Wirtschaftsgemeinschaft (EWG)           | Europäische Wirtschaftsgemeinschaft (EWG)           |                                         | ←                        | Europäische Gemeinschaft (EG) | Europäische Gemeinschaft (EG) | Europäische Union (EU) |                 |                    |  |  |  |  |  |  |  |  |  |
|                                             |                                                                   |                                                                   | →                                               | Justiz und Inneres (JI)                             |                                                     |                                         | ←                        | Europäische Gemeinschaft (EG) | Europäische Gemeinschaft (EG) | Europäische Union (EU) |                 |                    |  |  |  |  |  |  |  |  |  |
|                                             | Polizeiliche und justizielle Zusammenarbeit in Strafsachen (PJZS) | Polizeiliche und justizielle Zusammenarbeit in Strafsachen (PJZS) | →                                               | Justiz und Inneres (JI)                             | ←                                                   |                                         |                          |                               |                               | Europäische Union (EU) |                 |                    |  |  |  |  |  |  |  |  |  |
| Europäische Politische Zusammenarbeit (EPZ) | →                                                                 | Gemeinsame Außen- und Sicherheitspolitik (GASP)                   | Gemeinsame Außen- und Sicherheitspolitik (GASP) | Gemeinsame Außen- und Sicherheitspolitik (GASP)     | ←                                                   |                                         |                          |                               |                               | Europäische Union (EU) |                 |                    |  |  |  |  |  |  |  |  |  |
| Westunion (WU)                              | Westunion (WU)                                                    | Westeuropäische Union (WEU)                                       | Westeuropäische Union (WEU)                     | Westeuropäische Union (WEU)                         | Westeuropäische Union (WEU)                         |                                         |                          |                               |                               | Europäische Union (EU) |                 |                    |  |  |  |  |  |  |  |  |  |
| Westunion (WU)                              | Westunion (WU)                                                    | Westeuropäische Union (WEU)                                       | Westeuropäische Union (WEU)                     | Westeuropäische Union (WEU)                         | Westeuropäische Union (WEU)                         | aufgelöst zum 1. Juli 2011              |                          |                               |                               |                        |                 |                    |  |  |  |  |  |  |  |  |  |
|                                             |                                                                   |                                                                   |                                                 |                                                     |                                                     |                                         |                          |                               |                               |                        |                 |                    |  |  |  |  |  |  |  |  |  |